# Ашраф, Шериф
Шериф Ашраф (Шериф Ашраф Хамид Окила; род. 1 января 1987, Александрия) — египетский футболист, нападающий. Выступал за сборную Египта.

## Карьера
Является выпускником футбольной академии клуба «Аль-Ахли» (Каир). За время выступления за юношескую команду академии стал лучшим бомбардиром египетской юношеской лиги за всю историю, забив 280 мячей за 7 сезонов. Вместе с товарищем по команде Мухамедом Эль Шенави был близок к переходу в льежский «Стандард». Не подписав контракт с «Аль-Ахли», Ашраф на правах свободного агента оказался в клубе «Замалек». Впоследствии «Аль-Ахли» утверждал, что контракт с Ашрафом подписан, однако документы оказались поддельными. «Аль-Ахли» был оштрафован Египетской футбольной ассоциацией на 50 000 египетских фунтов.
В сезоне 2008/09 Ашраф стал лучшим бомбардиром своей команды, забив 6 мячей. В 2010 году он подписал контракт с клубом «Эль-Гуна», который заплатил за права на футболиста его предыдущей команде 125 000 евро. Первый сезон в новой команде Ашраф закончил вторым по результативности игроком среди своих одноклубников, уступив лишь Ахмеду Хассану Фарагу. В марте 2012 года Ашраф подписал контракт с ХИК. 26 апреля 2012 года Ашраф дебютировал в составе хельсинкского клуба в матче против «Яро» в четвертьфинале Кубка Финляндии, выйдя на замену вместо Аксели Пелваса. Игра закончилась со счётом 2:1 в пользу ХИК. 9 мая 2012 года Ашраф забил свой дебютный гол в Финляндии, головой поразив ворота КТП в полуфинале Кубка Финляндии. В том матче ХИК выиграл со счётом 3:0.

## Достижения
- Кубок Египта (2008)

1. 1 2  Sherif Ashraf // Transfermarkt.com (мн.) — 2000.
2. 1 2  Sherif Ashraf // FBref.com (мн.)